# Lutas nos Jogos Pan-Americanos de 2015 - Livre até 125 kg masculino
A categoria até 125 kg masculino foi um dos eventos da luta livre nos Jogos Pan-Americanos de 2015. Foi disputada em 18 de julho no Centro Esportivo Mississauga, em Mississauga.  

## Calendário
Horário local (UTC-4).
| Data        | Horário | Fase                |
| ----------- | ------- | ------------------- |
| 18 de julho | 15:11   | Quartas de final    |
| 18 de julho | 16:23   | Semifinal           |
| 18 de julho | 21:39   | Disputa pelo bronze |
| 18 de julho | 21:57   | Final               |

## Medalhistas
| Ouro   | USA Zach Rey                       |
| Prata  | CAN Korey Jarvis                   |
| Bronze | PUR Edgardo Lopez CUB Andres Ramos |

## Resultados

### Chave
| Quartas de final | Quartas de final     | Quartas de final | Quartas de final | Quartas de final |  |  | Semifinal | Semifinal            | Semifinal | Semifinal | Semifinal |  |  | Final | Final            | Final | Final | Final |
|                  |                      |                  |                  |                  |  |  |           |                      |           |           |           |  |  |       |                  |       |       |       |
|                  | PUR Edgardo Lopez    | 0                | 0                |                  |  |  |           |                      |           |           |           |  |  |       |                  |       |       |       |
|                  | CAN Korey Jarvis     | 10               | 0                |                  |  |  |           | CAN Korey Jarvis     | 10        | 0         |           |  |  |       |                  |       |       |       |
|                  | ARG Ivan Burtovoy    | 0                | 0                |                  |  |  |           | BRA Hugo De Oliveira | 0         | 0         |           |  |  |       |                  |       |       |       |
|                  | BRA Hugo De Oliveira | 5                | 6                |                  |  |  |           |                      |           |           |           |  |  |       | CAN Korey Jarvis | 0     | 0     |       |
|                  | NCA Rene Silva       | 0                | 0                |                  |  |  |           |                      |           |           |           |  |  |       | USA Zach Rey     | 1     | 2     |       |
|                  | USA Zach Rey         | 4                | 0                |                  |  |  |           | USA Zach Rey         | 1         | 1         |           |  |  |       |                  |       |       |       |
|                  | VEN Luis Vivenes     | 1                | 3                |                  |  |  |           | CUB Andres Ramos     | 0         | 0         |           |  |  |       |                  |       |       |       |
|                  | CUB Andres Ramos     | 0                | 6                |                  |  |  |           |                      |           |           |           |  |  |       |                  |       |       |       |

### Repescagem
|  | Primeira rodada      | Primeira rodada      | Primeira rodada |  |  | Disputa pelo bronze  | Disputa pelo bronze  | Disputa pelo bronze |
|  |                      |                      |                 |  |  |                      |                      |                     |
|  | PUR Edgardo Lopez    |                      |                 |  |  |                      |                      |                     |
|  | bye                  | bye                  |                 |  |  | PUR Edgardo Lopez    | PUR Edgardo Lopez    | 1 7                 |
|  | BRA Hugo De Oliveira | BRA Hugo De Oliveira |                 |  |  | BRA Hugo De Oliveira | BRA Hugo De Oliveira | 0 0                 |
|  | bye                  |                      |                 |  |  |                      |                      |                     |
|  |                      |                      |                 |  |  |                      |                      |                     |
|  |                      |                      |                 |  |  |                      |                      |                     |
|  |                      |                      |                 |  |  |                      |                      |                     |

|  | Primeira rodada  | Primeira rodada  | Primeira rodada |  |  | Disputa pelo bronze | Disputa pelo bronze | Disputa pelo bronze |
|  |                  |                  |                 |  |  |                     |                     |                     |
|  | NCA Rene Silva   |                  |                 |  |  |                     |                     |                     |
|  | bye              | bye              |                 |  |  | NCA Rene Silva      | NCA Rene Silva      | 0                   |
|  | CUB Andres Ramos | CUB Andres Ramos |                 |  |  | CUB Andres Ramos    | CUB Andres Ramos    | 10 0                |
|  | bye              |                  |                 |  |  |                     |                     |                     |
|  |                  |                  |                 |  |  |                     |                     |                     |
|  |                  |                  |                 |  |  |                     |                     |                     |
|  |                  |                  |                 |  |  |                     |                     |                     |